# Hirky (rejon nowogrodzki)
Hirky (ukr. Гірки) – wieś na Ukrainie, w obwodzie czernihowskim, w rejonie nowogrodzkim, nad Desną. W 2001 roku liczyła 268 mieszkańców.